# پارک ملی اورگلیدز
پارک ملی اورگلیدز (به انگلیسی: Everglades National Park) نام پارکی طبیعی در ایالت فلوریدا در ایالات متحده آمریکا است.
این مکان یک میراث جهانی یونسکو در آمریکا می‌باشد.